# Glafkos Klerides
Glafkos Ioannou Klerides (Nicósia, 24 de abril de 1919 – Nicósia, 15 de novembro de 2013) foi um advogado e político, foi presidente de seu país de 1993 até 2003.

## Primeiros Anos
Filho de um advogado, recebeu a sua educação no Pancyprian Gymnasium de Nicósia e, com o início em 1939 da Segunda Guerra Mundial, listou-se na RAF britânica para servir como piloto de combate. Em 1942, o seu aparelho foi derrubado e passou o resto da guerra num campo alemão de prisioneiros. Após licenciar-se, com um reconhecimento por seus serviços, estudou Direito no King's College de Londres e obteve a graduação em 1948. Em 1951, concluiu seus estudos no Gray's Inn e até 1960 praticou como advogado em Chipre.

## Guerra da Independência
Em 1955 esteve ao serviço da Organização Nacional de Combatentes Cipriotas (EOKA), a guerrilha grecocipriota do coronel Georgios Grivas que empreendeu a luta contra a autoridade colonial britânica e para conseguir a união (Enosis) de Chipre a Grécia. No movimento nacionalista Klerides forneceu assistência legal a ativistas presos e reuniu provas contra o governo britânico para serem apresentadas à Comissão de Direitos Humanos do Conselho da Europa.
Em abril de 1959, depois de assistir à Conferência multipartidária de Londres, que sancionou o esquema constitucional de transição para a ilha, foi-lhe confiado o Ministério de Justiça no Governo do arcebispo Makarios III, função que desempenhou até a proclamação da independência da República de Chipre em 16 de agosto de 1960. Neste ano, dirigiu a delegação grecocipriota na Comissão Constitucional Conjunta e nos comícios de julho saiu eleito deputado por Nicósia nas listas da Frente Patriótica, a coligação que servia de suporte político a Makarios. Na inauguração do Legislativo em agosto, foi-lhe conferida a presidência da Câmara de Representantes.

## Vida Pública
Na agitada primeira década da independência, que a partir de 1963 conheceu o insucesso do marco constitucional unitário com a ruptura política e institucional entre as comunidades grega e turca e o início de violências sectárias, Klerides desempenhou diversas missões como alto oficial do Estado, representando sempre à comunidade grecocipriota, como chefe de delegação na Conferência de Londres de 1964 e negociador-chefe nas conversações intercomunais que ocorreram em Beirute em 1968 com a égide da ONU, que se prolongaram durante seis anos sem resultados práticos.
Depois de desagregar-se a Frente Patriótica, em fevereiro de 1969 Klerides pôs em marcha a sua própria força política, o Partido Unido (Eniaion), grupo de direita moderado sustentando nas classes urbanas que se pôs ao serviço de Makarios e as suas políticas, sintetizadas na rejeição à Enosis, a salvaguarda de um Chipre independente e não alinhado exteriormente, e a procura de soluções pacíficas para os conflitos intercomunais. Nas eleições legislativas do 5 de julho de 1970 o Eniaion foi a lista mais votada com 15 cadeiras, e ganhou do poderoso agrupamento comunista local, o Partido Progressista da Classe Trabalhadora (AKEL), e de outra formação surgida da desagregação do citado bloco governamental, a União Democrática pela Enosis do Chipre (EDEK), ou Partido Socialista, liderança por Vassos Lyssarides.

## Invasão Turca e primeira chefia do Estado
Sendo presidente do Parlamento, Klerides ocupou a chefia interina do Estado em entre 23 de julho e 7 de dezembro de 1974, enquanto Makarios esteve no exílio, devido ao fracassado golpe de estado ultradireitista e pró-Enosis perpetrado pela Guarda Nacional cipriota, mas orquestrado pela junta militar que regia em Atenas. Klerides comandou o país na etapa mais delicada da sua história, quando ocorreu a invasão e a ocupação pelo Exército de Turquia (Operação Átila) do terço norte da ilha sob o pretexto da proteção da comunidade turcociprio. Tal golpe de força veio a tornar irreversível a divisão da ilha, ademais de gerar uma onda de refugiados grecocipriotas do norte para o sul.
Em agosto, sob a ameaça do governo de Ancara, presidido por Bülent Ecevit, de conduzir uma segunda operação militar contra a ilha, Klerides susteve em Genebra em negociações de emergência com o representante turcocipriota, Rauf Denktash, que tentou arrancar uma solução baseada na fórmula de uma federação bizonal que outorgaria 34% do território aos turcocipriotas. Klerides rejeitou de pronto um tratado que ameaçaria o princípio fundador da República de Chipre, e em 14 de agosto as tropas turcas renovaram o seu avanço para o sul até a declaração, dois dias depois de um cessar-fogo e da criação de linha de demarcação, denominada Linha Átila, que se iniciava na baía de Morfu ao noroeste, indo até a cidade de Famagusta ao leste, e dividia a capital Nicósia em dois setores (Linha Verde). Em 13 de fevereiro de 1975 os turcocipriotas proclamaram em 37% do território que controlavam um Estado Federado Turco, com Denktash como presidente.